# Der Klügere gibt nach
Der Klügere gibt nach, op. 401, är en polkamazurka av Johann Strauss den yngre. Den framfördes första gången den 19 mars 1882 i Stora konsertsalen i Musikverein i Wien.

## Historia
Johann Strauss operett Det lustiga kriget hade premiär på Theater an der Wien den 25 november 1881 och spelades fler än hundra gånger i rad. Strauss arrangerade totalt tio separata orkesterstycken från operettens musiknummer, däribland polkan Der Klügere gibt nach vars titel är hämtad från Sebastianos "skrytkuplett" (Nr 1) i första akten medan melodin till denna sång återfinns som tema 2A i trio-delen av polkamazurkan. De återstående teman är följande:
Tema 1A – Akt II Duett (Nr 13): Else & Balthasar, “Was ist an einen Kuss gelegen”
Tema 1B – Akt I Duett (Nr 5): Violetta & Umberto, “Ach ich glaub’ nicht daran”
Tema 2B – Akt II Lied (Nr 9): Else, “Wenn man muss einsam bangen”
Klaverutdraget till polkan publicerades den 5 januari 1882 och själva polkan framfördes första gången den 19 mars 1882 då Eduard Strauss dirigerade Capelle Strauss vid en söndagskonsert i Musikverein.

## Om polkan
Speltiden är ca 4 minuter och 53 sekunder plus minus några sekunder beroende på dirigentens musikaliska tolkning.
Polkan var ett av tio verk där Strauss återanvände musik från operetten Det lustiga kriget:
- Der lustige Krieg, Marsch, Opus 397
- Frisch ins Feld, Marsch, Opus 398
- Was sich liebt, neckt sich, Polka-francaise, Opus 399
- Kuß-Walzer, Vals, Opus 400
- Der Klügere gibt nach, Polkamazurka, Opus 401
- Der lustige Krieg, Kadrilj, Opus 402
- Entweder - oder, Polka-Schnell, Opus 403
- Violetta, Polka-francaise, Opus 404
- Nord und Süd, Polkamazurka, Opus 405
- Italienischer Walzer, Vals, Opus 407

## Weblänkar
- Der Klügere gibt nach i Naxos-utgåvan.